# Saitis perplexides
Espèce
Synonymes
- Prostheclina perplexides Strand, 1908

Saitis perplexides est une espèce d'araignées aranéomorphes de la famille des Salticidae.

## Distribution
Cette espèce est endémique de Jamaïque.

## Description
Le mâle holotype mesure 6 mm.

## Publication originale
- Strand, 1908 : Neue außereuropäische Spinnen. Zoologischer Anzeiger, vol. 33, p. 5-7 (texte intégral).